# カリカ (フルーツ)
カリカ（学名：Vasconcellea pubescens、シノニム：Carica pubescens）は、パパイア科の果樹、またその果実。なおカリカとは、パパイア属（Carica）の学名でもあるので注意。
南アメリカアンデス地方のコロンビアからチリ中部にかけての、標高1500〜3000メートルの地帯に自生する。常緑の小木で、高さ10mにまで生育する。果実は長さ6〜15cm、幅3〜8cmで、5つの稜がある。果実はその美しい色からチリでは親しみを込めて「チリの黄金の果物」とも呼ばれている。生食される他、パパイア同様野菜としても利用される。果実は酵素パパインを含む。